# حسینقلی صدرالسلطنه

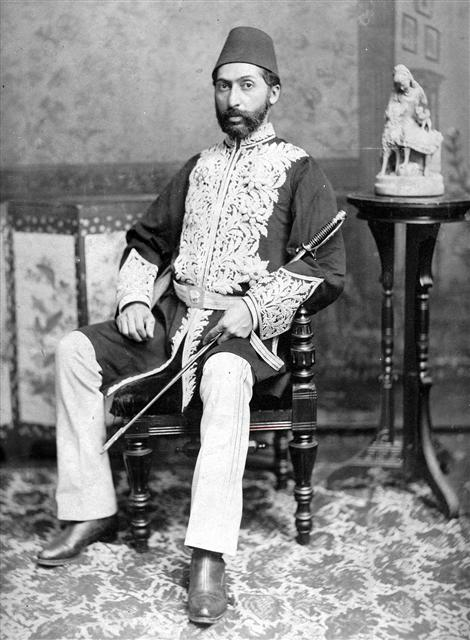
حسینقلی‌خان صدرالسلطنه، پسر میرزا آقاخان نوری و اولین سفیر ایران در آمریکا، معروف به حاجی واشینگتن

حسینقلی‌خان صدرالسلطنه (زادهٔ صفر ۱۲۶۵ ه‍.ق [دی یا بهمن ۱۲۲۷ ه‍.خ] در تهران – درگذشتهٔ ۱۳۱۶ ه‍.خ در تهران) معروف به حاجی واشینگتن نخستین فرستادهٔ ایران به ایالات متحده آمریکا در سال ۱۳۰۵ ه‍.ق (۱۲۶۷ ه‍.خ برابر ۱۸۸۸ م) در مقام وزیر مختار بود. وی فرزند میرزا آقاخان نوری و در آغاز، دارای لقب معتمدالوزاره بود.
اسکندر دلدم از سرگذشت او کتابی منتشر کرد و علی حاتمی نیز فیلمی به همین نام در سال ۱۳۶۱ ه‍.خ ساخت. این روایت هنری از سرگذشت وی را نباید با شخصیت تاریخی او اشتباه گرفت.

## خانواده
پدر او میرزا آقاخان نوری، دومین صدراعظم ناصرالدین شاه و مادرش دختر زکی خان سردار اسعد بود. در ده‌سالگی پدرش از مقام صدارت عظمی برکنار و تبعید شد و تا هنگام مرگ پدر در ۱۲۸۱ ه‍.ق همراه او در تبعید بود.

## آموزش
علوم متداوله و خط را نزد پدر و دیگر معلمان و زبان‌های انگلیسی و فرانسوی را در هنگام خدمت در وزارت امور خارجه آموخت.

## رخدادهای زندگی و سِمَت‌ها
- ۱۲۸۷ ه‍.ق – ورود به وزارت امور خارجه
- پیرامون ۱۲۹۰ ه‍.ق – خروج از وزارت امور خارجه
- ۱۲۹۲ ه‍.ق – رسیدن به درجهٔ استیفایی و ریاست مجلس تنظیمات حسنهٔ اصفهان
- ۱۲۹۵ ه‍.ق – سفر به مکه
- ۱۲۹۷ ه‍.ق – بازگشت به وزارت امور خارجه با درجهٔ نایب اولی، دریافت نشان درجه‌دوم خارجه
- ۱۳۰۲ ه‍.ق – دریافت نشان و حمایل سرتیپ اولی و لقب «معتمدالوزاره»، برگماری به سمت ژنرال‌کنسولی (سرکنسولی) ایران در بمبئی به مدت ۳ سال
- ۱۳۰۵ ه‍.ق – برگماری به وزیرمختاری ایران در ایالات متحدهٔ آمریکا به مدت ۱ سال و دریافت نشان درجه‌اول خارجه
- پیرامون ۱۳۰۷ ه‍.ق – دریافت لقب «صدرالسلطنه»
- ۱۲ رجب ۱۳۱۰ ه‍.ق – برگماری به وزارت فوائد عامه
- ۱۳۱۱ ه‍.ق – برگماری به ژنرال‌کنسولی (سرکنسولی) ایران در بغداد به مدت ۱۵ ماه
- برگماری دوباره به وزارت فوائد عامه (در کابینه‌های گوناگون)
- عضویت در «مجلس تحقیق دربار اعظم» در زمان صدراعظمی نصرالله مشیرالدوله
- ذیقعدهٔ ۱۳۲۶ ه‍.ق – عضویت در «مجلس دارالشورای دولتی» در زمان استبداد صغیر
- پس از روی کار آمدن احمد شاه قاجار کاری بدو ارجاع نشد.[۵]

## ترجمه و تدوین نخستین لایحهٔ قانون مدنی ایران
ترجمه و تدوین نخستین لایحهٔ قانون مدنی ایران توسط حسینقلی خان صدرالسلطنه صورت گرفته‌است.

## در سینما
در سال ۱۳۶۱ علی حاتمی بر پایهٔ زندگی حاج حسینقلی خان صدرالسلطنه فیلمی ساخت به نام حاجی واشینگتن. فیلم در همان سال اجازهٔ نمایش در جشنوارهٔ فجر را پیدا کرد اما بعد از آن توقیف شد و در زمان حیات علی حاتمی اجازهٔ نمایش پیدا نکرد. سرانجام در ۲۰ خرداد ۱۳۷۷ به نمایش عمومی درآمد.